# Kailali (huyện)
Kailali (tiếng Nepal:कैलाली) là một huyện thuộc khu Seti, vùng Viễn Tây Nepal, Nepal. Huyện này có diện tích 3235 km², dân số thời điểm năm 2001 là 616697 người.

## Dân số
Biến động dân số giai đoạn 1952-2001:
| Năm    | 1952  | 1961  | 1971   | 1981   | 1991   | 2001   |
| ------ | ----- | ----- | ------ | ------ | ------ | ------ |
| Dân số | 76606 | 89795 | 128877 | 257905 | 417891 | 616697 |